# Plezalniki
Plezalniki (tudi plezalke, redko plezalni čevlji) so obutev, ki jo uporabljamo pri plezanju. Z uporabo plezalnih čevljev povečamo trenje med stopalom in skalo oziroma plezalno steno. 
Podplat je narejen iz posebne gume, ki se ob uporabi segreje in s tem tudi raztegne, tako se poveča oprijem čevlja. Guma na podplatu je običajno gladka, obstajajo pa tudi takšni z rebrasto gumo. Plezalni čevlji ne smejo biti pretesni, morda številko ali dve manjši od navadne obutve, da plezalca ob daljši uporabi ne tiščijo. Za kratke smeri in balvane plezalci uporabljajo celo dve in več številk manjše čevlje in si jih po opravljenem vzponu sezujejo.
Med plezanjem se stopalo poti in tako dobijo plezalni čevlji neprijeten vonj. Otroški puder, potresen v njih, to učinkovito prepreči.

## Proizvajalci
- Boreal
- Evolv
- Five-Ten
- La Sportiva
- Millet
- Mammut
- Rock Pillars
- Scarpa
- Rebook